# James River (Ranken River)
Der James River ist ein Fluss im Osten des australischen Northern Territory. Er führt nicht ganzjährig Wasser.

## Geografie

### Flusslauf
Der Fluss entspringt im Barkly Tableland, etwa 65 Kilometer nordwestlich von Camooweal, fließt nach Süden, unterquert den Barkly Highway bei Avon Downs und mündet ungefähr 20 Kilometer westlich von Austral Downs in den Ranken River.

### Nebenflüsse mit Mündungshöhen
Der James River hat folgende Nebenflüsse:
- Bull Creek – 221 m
- Six Mile Creek – 210 m
- Avon Creek – 208 m